# Mathilde Domecq
Mathilde Domecq   (Marsella, 1982),és una dibuixant de còmics,autora de la sèrie Basile et Melba.

## Biografia
Després d'estudiar arts aplicades a l'escola secundària Marie Curie es va graduar el 2005 amb un diploma en Il·lustració a l'Escola d'Arts Decoratives d'Estrasburg. Després va debutar en el dibuix de còmic amb Mission Saturne amb Herlé a la revista Pif Gadget, Poï-Poï et Tito a la revista Glop-Glop, i Basile et Melba a la revista Tchô!. El 2012 va crear Paola Crusoé revisant el mite de Robinson Crusoe. El 2014 es va incorporar a la sèrie de còmics col·lectiu L'Atelier Mastodonte de la revista Spirou.

## Obra

### Albums
- Basile et Melba, Glénat

1. Printemps, 2008
2. Été, 2009
3. Automne, 2010

- Hansel et Gretel, éditions Bamboo, 2010
- Poïpoï & Tito, Ils s'aiment, éditions Bang, 2011
- Paola Crusoé, Glénat

1. Naufragée, 2012
2. La distance, 2013
3. Jungle urbaine, 2015

- Shaker Monster, (guió de Mr. Tan), Gallimard

1. Tous aux abris!, 2016
2. Zigotos incognito, 2017
3. Joyeux bazar!, 2018

### Publicacions
Mathilde va fer els dibuixos, el guió i el color de Zazou ne croit plus au père Noël, història apareguda al 4051/4052 de la revista Spirou.